# Contea di Amite
La contea di Amite (in inglese Amite County ) è una contea dello Stato del Mississippi, negli Stati Uniti. La popolazione al censimento del 2000 era di 13 599 abitanti. Il capoluogo di contea è Liberty.